# Monteverdi (cratère)
Pour les articles homonymes, voir Monteverdi (homonymie).
Monteverdi est un cratère d'impact présent sur la surface de Mercure. 
Le cratère fut ainsi nommé par l'Union astronomique internationale en 1979 en hommage au compositeur italien Claudio Monteverdi. 
Son diamètre est de 134 km. Il se situe dans le quadrangle de Victoria (quadrangle H-2) de Mercure.